# Rafael Márquez
Rafael Márquez Álvarez (ur. 13 lutego 1979 w Zamora de Hidalgo) – były meksykański piłkarz i trener z obywatelstwem Hiszpanii, reprezentant Meksyku, grający na pozycji środkowego obrońcy lub defensywnego pomocnika. Od sezonu 2022/2023 trener FC Barcelony Atlètic.
Jedyny piłkarz w historii, który był kapitanem swojej reprezentacji na czterech mundialach z rzędu. Jego ojciec Rafael Márquez i wuj Leonardo Álvarez również byli piłkarzami.

## Życiorys

### Kariera piłkarska
Karierę piłkarską rozpoczynał w meksykańskim Atlasie Guadalajara. W zespole tym występował w latach 1996–1999 i zaliczył w nim 77 występów. W dniu debiutu w pierwszym zespole miał niewiele ponad 17 lat. Następnym jego klubem w karierze było francuskie AS Monaco, które zakupiło młodego zawodnika za 6 milionów euro. W 2000 roku z zespołem zdobył Mistrzostwo Francji, a indywidualnie wyróżniono go jako najlepszego obrońcę ligi. W trzy lata później wygrał Puchar Ligi Francuskiej. Pomimo wielu ofert w czasie całego pobytu w AS Monaco pozostał w klubie do roku 2003.
W 2003 roku przeszedł do FC Barcelona za 5 milionów euro, a debiut w nowym zespole zanotował 10 sierpnia 2003. Jego dobra postawa w pierwszym sezonie (21 występów) pomogła klubowi zdobyć wicemistrzostwo Primera División. W drugim swoim sezonie na Camp Nou w związku z licznymi kontuzjami w zespole (kontuzje Motty, Edmilsona, Gerarda) został przesunięty ze swej nominalnej pozycji środkowego obrońcy, na pozycję defensywnego pomocnika. Pomimo zmiany pozycji grał wyśmienicie jak cały zespół, co pozwoliło na zdobycie mistrzostwa Hiszpanii przez klub.
W reprezentacji Meksyku debiutował 5 lutego 1997 i od tego czasu stał się podstawowym graczem kadry narodowej. Obecnie jest nawet kapitanem reprezentacji kraju. Grał na turniejach Copa América w 1999 i 2001 oraz na Mistrzostwach Świata 2002. Wygrał zawody w strzelaniu wolnych w Stanach Zjednoczonych. Pokonał takie gwiazdy jak Ronaldinho czy Messi. Zarobił milion dolarów. 31 lipca 2010 opuścił Barcelonę po siedmiu latach gry. Zajmuje 8. miejsce w historii rozegranych meczów dla Barcelony wśród piłkarzy zagranicznych.
1 sierpnia 2010 podpisał kontrakt z New York Red Bulls. 13 grudnia 2012 powrócił do ojczyzny, zostając zawodnikiem Club León. Tam został mianowany przez szkoleniowca Gustavo Matosasa kapitanem drużyny i w tej roli zdobył z nią swój pierwszy tytuł mistrza Meksyku, w jesiennym sezonie Apertura 2013. Sukces ten powtórzył pół roku później, w wiosennym sezonie Clausura 2014, dzięki czemu León został pierwszym od 10 lat meksykańskim klubem, który obronił tytuł mistrzowski.
W 2014 roku Márquez wziął udział w Mistrzostwach Świata w Brazylii, po raz czwarty z rzędu odpadając z Meksykiem w 1/8 finału. Został wówczas pierwszym piłkarzem w historii, który był kapitanem swojej reprezentacji na czterech kolejnych mundialach. W sierpniu 2014 powrócił do Europy, podpisując umowę z włoskim Hellas Verona.
W styczniu 2016 powrócił do swojego macierzystego Club Atlas.

### Kariera trenerska
8 sierpnia 2020 roku rozpoczął pracę w RSD Alcalá, w którym pracował z drużyną U-15 w sezonie 2020/2021. 14 lipca 2022 roku został trenerem FC Barcelony Atlètic, podpisując dwuletni kontrakt.

## Osiągnięcia

### FC Barcelona
- 2010: Mistrzostwo Hiszpanii
- 2009: Superpuchar Europy
- 2009: Superpuchar Hiszpanii
- 2008/2009: Puchar Ligi Mistrzów
- 2008/2009: Mistrzostwo Hiszpanii
- 2008/2009: Puchar Króla
- 2006/2007: Superpuchar Hiszpanii
- 2005/2006: Zdobywca Ligi Mistrzów
- 2005/2006: Mistrzostwo Hiszpanii
- 2005/2006: Superpuchar Hiszpanii
- 2004/2005: Mistrzostwo Hiszpanii

### AS Monaco
- 2002/2003: Puchar Ligi Francuskiej
- 1999/2000: Mistrzostwo Francji
- 2000: Zdobywca Superpucharu Francji

### New York Red Bulls
- 2010: Zdobywca Konfederacji Wschodniej MLS

### Club León
- Apertura 2013: Mistrzostwo Meksyku
- Clausura 2014: Mistrzostwo Meksyku

### Reprezentacja Meksyku
- 1999: Zdobywca Pucharu Konfederacji
- 2003: Zdobywca Pucharu CONCACAF
- 2011: Zdobywca Pucharu CONCACAF

### Indywidualnie
- Nagroda dla najlepszego piłkarza wykonującego rzuty wolne w 2008 roku
- Najlepszy obrońca Ligue 1 w 2001 roku
- Najlepszy zawodnik Pucharu CONCACAF w 2005 roku